# 154997 Marstream
154997 Marstream este o planetă minoră (asteroid) din Inner Main Belt⁠(d). A fost descoperită pe 2 iulie 2005 la  de . 
Obiectul prezintă o orbită caracterizată de o semiaxă mare de 1,9849685272182 UAi, o excentricitate de 0,032228576122357, o înclinație de 20,753528282132 ° în raport cu ecliptica.